# 씨 비스트 (2022년 영화)
씨 비스트(The Sea Beast)는 미국에서 제작된 크리스 윌리엄스 감독의 2022년 애니메이션, 가족 영화이다. 칼 어번 등이 주연으로 출연하였다.
2022년 6월 24일에 제한적으로 극장 개봉을 하였으며 이후 7월 8일 넷플릭스를 통해 데뷔하였다. 평론가들로부터 긍정적인 평가를 받았다.

## 출연

### 주연
- 칼 어번 : 제이콥 홀랜드 역
- 댄 스티븐스
- 자레드 해리스 : 캡틴 크로우 역
- 마리안 장 밥티스트 : 사라 샤프 역
- 캐시 버크

## 제작진
- Lighting & Compositing Artist: 이규형